# ココロノナイマチ
「ココロノナイマチ」は、ムックの9枚目のシングルである。2005年3月30日発売。発売元はユニバーサルミュージック。

## 概要
- PV監督はセキ★リュウジ。
- 日本テレビ系「音楽戦士 MUSIC FIGHTER」2005年4月度オープニングテーマ。ムック初のタイアップソングとなる。

## 収録曲
1. ココロノナイマチ(4:51)
（作詞：逹瑯、作曲：ミヤ）
2. 月の砂丘(5:07)
（作詞：逹瑯、作曲：逹瑯・ミヤ）